# Qilubai Miaozu Xiang
Qilubai Miaozu Xiang (kinesiska: 期路, 期路白苗族乡) är en socken i Kina. Den ligger i provinsen Yunnan, i den sydvästra delen av landet, omkring 220 kilometer sydost om provinshuvudstaden Kunming. Antalet invånare är 15 319. Befolkningen består av 7 204 kvinnor och 8 115 män. Barn under 15 år utgör 22,0 %, vuxna 15-64 år 69 %, och äldre över 65 år 7,0 %.
Genomsnittlig årsnederbörd är 1 464 millimeter. Den regnigaste månaden är juli, med i genomsnitt 310 mm nederbörd, och den torraste är februari, med 20 mm nederbörd.